# Mohpa
Mohpa là một thành phố và là nơi đặt hội đồng đô thị (municipal council) của quận Nagpur thuộc bang Maharashtra, Ấn Độ.

## Địa lý
Mohpa có vị trí 21°19′B 78°49′Đ / 21,32°B 78,82°Đ Nó có độ cao trung bình là 351 mét (1151 feet).

## Nhân khẩu
Theo điều tra dân số năm 2001 của Ấn Độ, Mohpa có dân số 7066 người. Phái nam chiếm 51% tổng số dân và phái nữ chiếm 49%. Mohpa có tỷ lệ 74% biết đọc biết viết, cao hơn tỷ lệ trung bình toàn quốc là 59,5%: tỷ lệ cho phái nam là 81%, và tỷ lệ cho phái nữ là 66%. Tại Mohpa, 11% dân số nhỏ hơn 6 tuổi.